# Philippe d'Iribarne
Philippe d’Iribarne, né le 7 mars 1937 à Casablanca (Maroc), est un ingénieur des mines, économiste et anthropologue français, directeur de recherche au CNRS.

## Biographie

### Famille
La famille d'Iribarne est une famille connue au pays de Cize, en Basse-Navarre, mentionnée ancienne et notable depuis 1670.
Elle a donné une longue lignée de notaires royaux, depuis Jean-Pierre d'Iribarne au XVIIe siècle, jusqu'à Jean-Pierre d'Iribarne (né en 1730), notaire royal de Mongelos, dans l'actuel département des Pyrénées-Atlantiques.
Selon les coutumes de Navarre, elle accède à la noblesse, en entrant en possession par mariage de la maison noble de Jaureguy d'Asconbéguy, en 1728 (« qui donne droit à la qualité de noble à son possesseur et à lui seul [...] »),,.

### Jeunesse et études
Philippe d’Iribarne est diplômé de l’École polytechnique (promotion 1955), de l'École des mines de Paris (1960) et de l’Institut d'études politiques de Paris (1960). 

### Parcours professionnel
Il est chargé de mission à la direction de l'énergie et de l'industrialisation du gouvernement en Algérie en 1960 et 1961. Il est ensuite ingénieur des mines à Toulouse les trois années suivantes. Il est ensuite successivement chargé de mission auprès du préfet de la région Midi-Pyrénées en 1964 et 1965, puis au cabinet du ministre de l'Équipement en 1966 et 1967. 
Il devient responsable de la recherche à la direction de la prévision du ministère de l'Économie et des Finances en 1968 et y reste trois ans. Il est ensuite directeur du Centre de recherches sur le bien-être (CEREBE) de 1972 à 1988; d'abord en tant que maître de recherches (à partir de 1973) puis en tant que directeur de recherches au CNRS. Philippe d'Iribarne est en même temps chargé de mission à la présidence de la République pour les problèmes de civilisation et de condition de vie en 1973 et 1974.
Il est nommé directeur de Gestion et Société à partir de 1988, puis directeur scientifique de l'Institut de l'homme et de la technologie de 1996 à 2000.
Il prend sa retraite comme ingénieur général des mines en 2003 ; il avait été nommé à ce grade en 1988.

## Recherches
Philippe d'Iribarne travaille sur l'influence des cultures nationales sur le fonctionnement des organisations. Il part d'une définition de la culture prise à l'anthropologie. Celle-ci est un système de sens à travers lequel l'individu perçoit et interprète une situation ou une action concrète. Il partage ce système de sens avec les autres membres de sa communauté, qui a, au cours de son histoire, élaboré ce système de sens. L'individu n'est pas déterminé dans son comportement et ses valeurs, qui appartiennent à sa personnalité et son histoire propre. Mais ses réactions à une situation ou une action donnée seront fonction de son interprétation, donc de ce système de sens.
D'Iribarne et son équipe Gestion et Société élargissent leur inventaire des cultures nationales en poursuivant leur recherche et leurs travaux sur de nouveaux pays. Il récuse l'idée que le management, dans sa conception et son usage, serait universel et montre que celui-ci dépend de spécificités nationales. Il montre également que les gestions multi-culturelles exigent une grande complexité des arrangements obligatoires permettant aux membres de ces organisations de cohabiter et de coopérer.

### Sur l'Islam
Dans L'Islam devant la démocratie, Philippe d'Iribarne apporte, selon Alain Henry, « une compréhension nouvelle sur la question d’une hypothétique radicalisation de l’islam subsaharien ». Il avance que les tentations – théocratique, autoritaire, inégalitaire – ne sont guère liées à l'islam. En revanche, il pointe du doigt la contradiction qui existe avec la crainte radicale de ce qui mène à la division (fitna). Pour lui, le durcissement actuel de l'islam est un produit de la modernité et non un reflux conservateur, l'islam le plus tolérant se trouvant souvent dans les campagnes. Le rejet des croyances populaires – sans fondement scripturaire – est moderne. L'élévation du niveau d'éducation et l'alphabétisation a pour effet paradoxal de contribuer à un retour général à la rigueur du texte.
En 2019, dans Islamophobie. Intoxication idéologique, il développe l'idée que le mot islamophobie « est un leurre forgé pour empêcher la compréhension du réel et interdire à l’esprit critique d’exercer ses droits. Pour ses adeptes, rien ne doit être porté au crédit des Français d’ascendance européenne, cependant que les Français musulmans sont par principe exempts de tout reproche. » Le journal La Croix juge cette thèse « intéressante. Selon lui, loin d’être le signe d’un rejet global de l’islam comme religion, les signes de méfiance qui s’expriment en France et ailleurs traduisent la conscience de la nature "duale" de l’islam : "Ce qui renvoie à une démarche spirituelle" (comme le jeûne du Ramadan) est "bien accueilli". "Mais ce qui relève de l’emprise d’un ordre islamique est rejeté – au premier chef la ségrégation des sexes, la soumission des femmes et ce qui les symbolise". […] Mais peut-on affirmer comme lui que "les sociétés occidentales portent en réalité un regard fort nuancé sur l’islam, distinguant clairement ses diverses manifestations"? »

## Publications
- La Science et le prince, Denoël, 1970
- La Politique du bonheur, Seuil, 1973
- Le Gaspillage et le désir, Fayard, 1975
- La Logique de l’honneur, Seuil, 1989  (ISBN 2020207842)
- Le Chômage paradoxal, PUF, 1990  (ISBN 2130431623)
- Vous serez tous des maîtres : la grande illusion des temps modernes, 1996  (ISBN 2020542811)
- Cultures et mondialisation (avec Alain Henry, Jean-Pierre Segal et al.), 1998
- Le Tiers-monde qui réussit : nouveaux modèles, Odile Jacob, 2003  (ISBN 273811332X)
- L'Étrangeté française, Seuil, 2006  (ISBN 2020860384)
- Penser la diversité du monde, Seuil, 2008  (ISBN 978-2020981118)
- L'Épreuve des différences : l'expérience d'une entreprise mondiale, Seuil, 2009  (ISBN 978-2021002188)
- Les Immigrés de la République : impasse du multiculturalisme, Paris, Seuil, 2010
- L'Envers du moderne : conversation avec Julien Charnay, Paris, CNRS éditions, 2012
- L'Islam devant la démocratie, Paris, Gallimard, 2013
- Chrétien et moderne, Paris, Gallimard, 2016
- Islamophobie : Intoxication idéologique, Paris, Albin Michel, 3 avril 2019, 232 p. (ISBN 978-2-226-44173-7, OCLC 1099296618, BNF 45712233, SUDOC 235440531, présentation en ligne, lire en ligne)
- La Nation. Une ressource d'avenir, avec Bernard Bourdin, Artège, 2022
- Le Grand déclassement. Pourquoi les Français n'aiment pas leur travail !, Albin Michel, 2022
- Au-delà des fractures chrétiennes, Paris, Salvator, 2024  (ISBN 978-2-7067-2738-2)